# Serguéi Guéibel
Serguéi Alexándrovich Guéibel –en ruso, Сергей Александрович Гейбель– (Novosibirsk, URSS, 25 de octubre de 1981) es un deportista ruso que compitió en natación.
Ganó una medalla de oro en el Campeonato Mundial de Natación en Piscina Corta de 2008 y cuatro medallas en el Campeonato Europeo de Natación en Piscina Corta entre los años 2008 y 2011.

## Palmarés internacional
| Campeonato Mundial en Piscina Corta | Campeonato Mundial en Piscina Corta | Campeonato Mundial en Piscina Corta | Campeonato Mundial en Piscina Corta |
| Año                                 | Lugar                               | Medalla                             | Prueba                              |
| ----------------------------------- | ----------------------------------- | ----------------------------------- | ----------------------------------- |
| 2008                                | Mánchester (Reino Unido)            | Medalla de oro                      | 4 × 100 m estilos                   |
| Campeonato Europeo en Piscina Corta |                                     |                                     |                                     |
| Año                                 | Lugar                               | Medalla                             | Prueba                              |
| 2008                                | Rijeka (Croacia)                    | Medalla de plata                    | 4 × 50 m estilos                    |
| 2009                                | Estambul (Turquía)                  | Medalla de oro                      | 4 × 50 m estilos                    |
| 2010                                | Eindhoven (Países Bajos)            | Medalla de bronce                   | 4 × 50 m estilos                    |
| 2011                                | Szczecin (Polonia)                  | Medalla de plata                    | 4 × 50 m estilos                    |